# Günther Oberste-Berghaus
Fritz Julius Günther Oberste-Berghaus (* 25. Oktober 1895 in Konstantinopel, heute Istanbul; † 10. Dezember 1950 in Hagen) war ein deutscher Architekt und Baubeamter, der Stadtbaurat in der westfälischen Stadt Hagen war. Er war einer von wenigen Bauhaus-Schülern, die später im öffentlichen Dienst arbeiteten.

## Leben
Günther Oberste-Berghaus wurde im Jahr 1895 im damaligen Konstantinopel geboren und wuchs auf den Berghäuser Höfen in Herbede bei Witten an der Ruhr auf. Im Jahr 1916 begann er das Studium der Architektur an der Technischen Hochschule Hannover, später war er auch am Bauhaus in Dessau eingeschrieben.

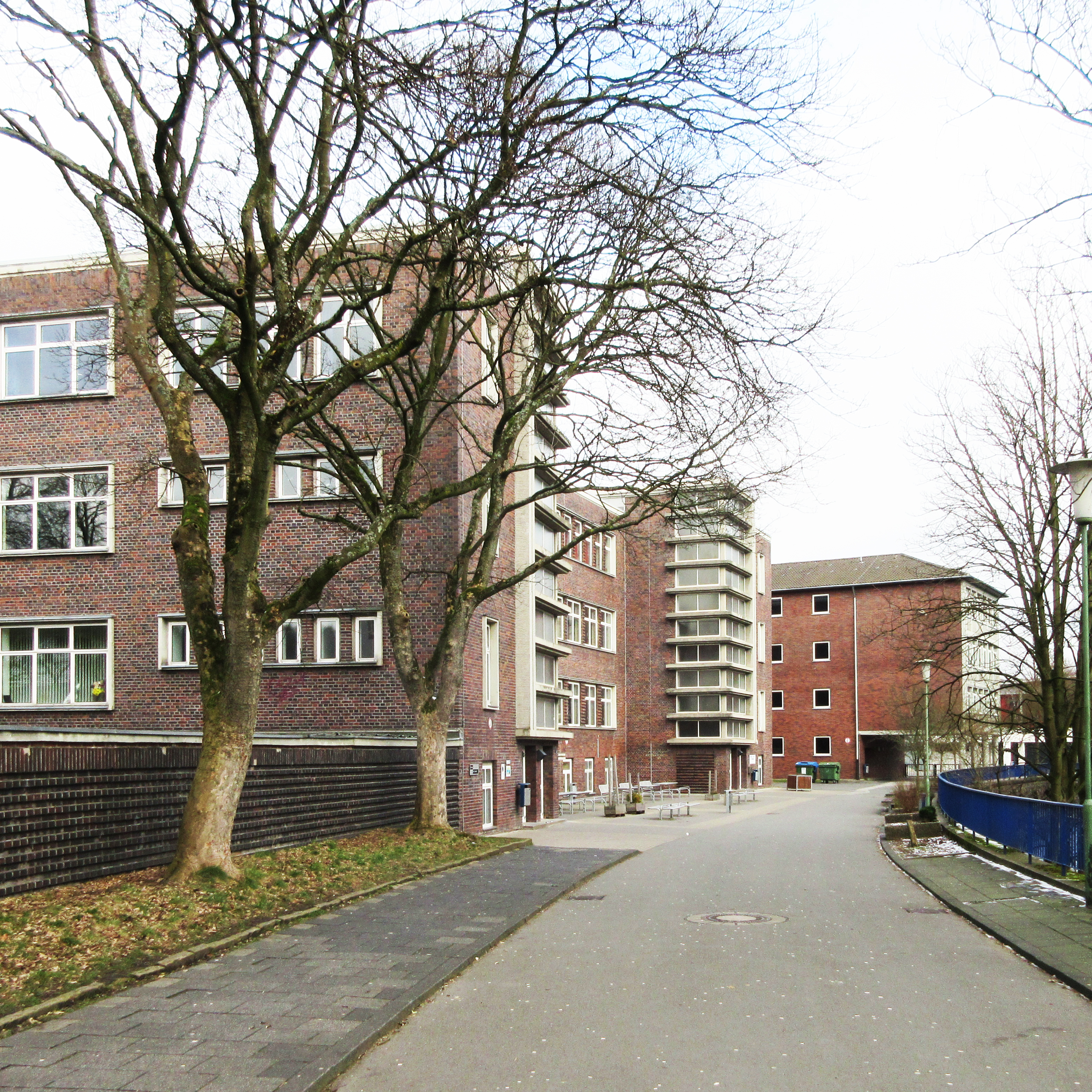
Christian-Rohlfs-Gymnasium

Erste Erfahrungen als Architekt sammelte er unter anderem bei der Bauverwaltung der Deutschen Reichspost in Mecklenburg und in Schlesien. 1928 trat Oberste-Berghaus seinen Dienst als Stadtarchitekt in Haspe an, um hier sogleich die Planung des Urnenfriedhofs am Mopsweg, des Stadtbads, der Berufsschule, der Turnhalle Kipper an der Gabelsbergerstraße und des Feuerwehrhauses an der Enneper Straße in Angriff zu nehmen. In der Zeit von 1928 bis 1931 plante und beaufsichtigte er den Bau des heutigen Christian-Rohlfs-Gymnasiums, das wie auch das Stadtbad Haspe und das Feuerwehrhaus Haspe heute auf der Liste der Baudenkmäler in Hagen steht.
Nach der Eingemeindung von Haspe im Jahr 1929 wirkte er in der Folgezeit auch in der Bauverwaltung der Stadt Hagen, später auch in Berlin, Hamburg, Schwerin, Hannover, Dresden, Oppeln und Osaka.
Sein Grab befindet sich auf dem Hagener Friedhof Delstern, der Grabstein wurde von dem befreundeten Künstler Karel Niestrath geschaffen.